# 包祚永
包祚永，字美存，贵州贵阳人，清朝官员、進士出身。
雍正五年（1727年）丁未科進士，二甲三十五名，选翰林院庶吉士，散館授翰林院編修，官至廣東道監察御史。